# Сент-Омерський договір

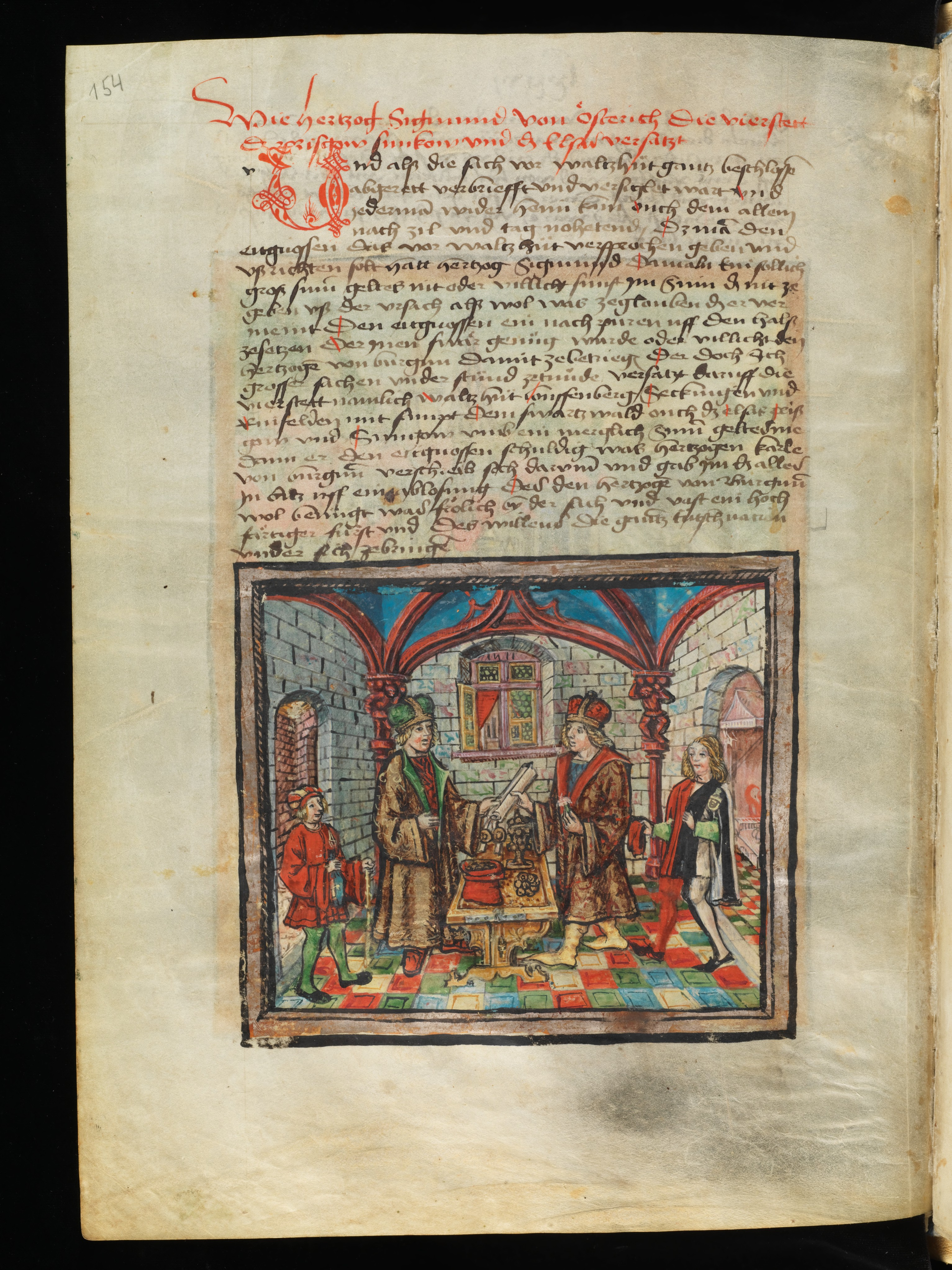
Герцог Сигізмунд і Карл під час застави. Уявне зображення з ілюстрованої хроніки Дібольда Шиллінга Молодшого.

Сент-Омерський договір — угода від 9 травня 1469 року, укладена в Сент-Омері між ерцгерцогом Австрії Сигізмундом і герцогом Бургундії Карлом Сміливим, за якою останній викупив більшу частину володінь Габсбургів у Передній Австрії. Цей документ став поштовхом до початку Бургундських війн.

## Передісторія
Вальдсгутська війна (1468 р.) між Швейцарською конфедерацією та герцогом Сигізмундом завершилася 27 серпня 1468 року мирним договором, за яким до 24 червня 1469 року він мав виплатити військову контрибуцію в розмірі 10 000 гульденів. Швейцарці отримали під заставу Вальдсгут та передньоавстрійський Шварцвальд як гарантію виконання умов договору. Оскільки ерцгерцог уже був по вуха в боргах, він не міг сам зібрати військову контрибуцію і передав управління Передньою Австрією та скликання ландтагу маркграфу Бадена Карлу I. Ландтаг зібрався в Ноєнбурзі 15 березня 1469 року та ухвалив стягнення податку на майно в розмірі 1 % і попередню позику для своєчасної виплати воєнного боргу. Водночас Сигізмунд розглядав й інші варіанти.
Він досі не був готовий остаточно поступитися раніше завойованими землями Габсбургів у Швейцарії та звертався по підтримку до французького короля Людовіка XI, однак отримав відмову. Двоюрідний брат Сигізмунда — імператор Священної Римської імперії та герцог Австрії й Штирії Фрідріх III — був зайнятий війною з турками та придушенням повстання Баумкірхера в Штирії, а імперські князі не побачили підстав втручатися в суперечки за інтереси Габсбургів. Ерцгерцог знайшов союзника в особі герцога Бургундії Карла Сміливого, який прагнув об'єднати свої північні й південні володіння в єдину державу в самому серці Європи.

## Умови
За оборонний союз і позику в 50 000 гульденів Сигізмунд заклав більшу частину своїх володінь у Передній Австрії — у Брайсгау та Верхньому Ельзасі. Проте чимало територій і прав уже були передані в заставу третім особам, які мали право викупу, і Карл отримував першочергову можливість викупити їх. Сигізмунд зберіг за собою право викупу цих земель у Карла, за умови сплати всіх витрат, пов'язаних із викупом у третіх осіб. Оскільки фінансові труднощі Габсбургів були добре відомі, очікувалося, що Карл підвищить суму застави до розрахункового максимуму в 180 000 гульденів і таким чином остаточно приєднає ці області до Бургундської імперії. Зокрема, герцогові Карлу були передані такі території та права:
- Верхній Ельзас
  - Ландграфство Верхній Ельзас
  - Замок Ортенбург
  - Графство Ферретт, з містами Ружмон-ле-Шато, Флоримон і Розмон
  - Сеньйорія Танн
- Брайсгау/Шварцвальд/Фрікталь
  - Брайзах
  - чотири лісові міста: Райнфельден, Зекінген, Лауфенбург, Вальдсгут
  - Графство Гауенштайн з долинними фогтствами Тодтнау та Шонау, а також фогтства Тодтмоса та монастиря Берау
  - Камеральне графство Райнфельденське
  - Камеральне графство Лауфенбурзьке

Брайзах та сеньйорія Танн спершу не входили до закладених земель. Проте коли ерцгерцог не зміг своєчасно виплатити швейцарцям воєнну контрибуцію в розмірі 10 000 гульденів, він звернувся до Карла по аванс і заклав йому згадані володіння.
Договір, укладений латинською мовою, складається з низки супутніх документів, крім безпосередньої угоди від 9 травня 1469 року.

## Наслідки
Договір відкрив Бургундії вихід до Рейну та зробив Карла Сміливого безпосереднім сусідом Швейцарської конфедерації. Управління цими землями доручили ландфогту Петеру фон Гагенбаху, чия економічна політика згодом спричинила повстання ельзаських міст і міст-союзників Швейцарії.
Людовик XI невтомно плів інтриги проти свого васала Карла Сміливого і зрештою об'єднав проти нього ельзаські міста, швейцарців та герцога Лотарингії Рене II. Подальші Бургундські війни та тривале військове протистояння завершилися битвою під Ерікуром 13 листопада 1474 р. — першою великою поразкою загонів Карла Сміливого, що запустило процес занепаду герцогства Бургундського на користь короля Франції Людовика XI (див. Арраський договір).